# Diarthrodes pusillus
Diarthrodes pusillus är en kräftdjursart som först beskrevs av Brady 1910.  Diarthrodes pusillus ingår i släktet Diarthrodes och familjen Thalestridae. Inga underarter finns listade i Catalogue of Life.